# Mores
Mores (en sard, Mores) és un municipi italià, dins de la província de Sàsser. L'any 2007 tenia 2.025 habitants. Es troba a la regió de Montacuto. Limita amb els municipis d'Ardara, Bonnanaro, Bonorva, Ittireddu, Ozieri, Siligo i Torralba.

## Administració
| Període | Identitat      | Partit        |
| ------- | -------------- | ------------- |
| 2006-   | Pasquino Porcu | Llista cívica |